# Hydriomena peratica
Hydriomena peratica là một loài bướm đêm trong họ Geometridae.